# Sierra Blanca (Andalousie)
Pour les articles homonymes, voir Sierra Blanca.
La sierra Blanca est une chaîne de montagnes située sur la Costa del Sol, en Espagne. Elle doit son nom à la végétation clairsemée entre les roches grises.
Elle est située entre la Costa del Sol et la sierra de las Nieves, entre les communes d'Istán, Ojén, Marbella et Monda.
Le pico del Lastonar (1 275 m) est le point culminant de la chaîne, suivi du pic de La Concha (1 215 m), appelé ainsi car son versant vu depuis l'ouest ressemble à la coquille d'un mollusque. Les autres sommets sont le cerro de la Zarina (1 141 m) et Cruz de Juanar (1 178 m).